# 阿史那氏
阿史那氏（あしなし）は、突厥の君主（可汗）を出した中核氏族。
阿史那氏は突厥の一氏族であり、モンゴル高原西部、アルタイ山脈のあたりに勢力を有した遊牧民であった。6世紀頃突厥の内部で台頭し、土門の称号を称したという。阿史那氏の初代伊利可汗は、北周など中国王朝との通商関係を通じてその勢力基盤を築くとともに柔然に従い、ジュンガリアのテュルク族を討ち、これを併合した。伊利可汗は柔然に通婚を求めたが、格下と見下す柔然の拒否を受けて、後に柔然に敵対し、これを討った。その結果、阿史那氏は興安嶺からカスピ海、さらにはカフカースに至る広域な版図を築き、匈奴を凌ぐほどの大規模な遊牧国家を建国した。但し、その権力構造は必ずしも堅固ではなく、各地に君主を置いて分権的支配構造を確立したという。
突厥は大可汗を中心に4人の可汗により分立し、それぞれが征服事業を展開することにより突厥の版図を拡げた。しかし、中央集権的な権力構造の確立と権力の承継体制を構築せず、権力分立体制を敷いたことが、結果として突厥内部の内紛となり、583年、沙鉢略可汗と可汗の位を争い敗北した木汗可汗の子が、西面可汗の達頭可汗に身を寄せ、沙鉢略可汗と達頭可汗の対立が表面化、突厥は完全東西に分裂した。
その結果、阿史那氏は勢力を衰退させ、隋の属国となったり、従来の従属氏族が小国家を形成するなどの分裂を招いた。一時的に勢力を回復させ強盛を誇ったものの、8世紀中頃に滅亡した。
なお、10世紀にペルシア語で書かれたの地理書『世界境域誌』（Ḥudūd al-'Ālam）によると、ハザールの可汗家は「アンサーの子孫に属す（ از فرزندان انسا است az farzandān-i Ansā' ast）」と書かれており、この「アンサー」とは「阿史那」のことではないかと考えられている。
Xiaoming Yang らによる初期の阿史那王族の最初の遺伝子解析。 2023 年には、ほぼ排他的に北東アジアの祖先 (97.7%) が発見され、次に西ユーラシアのマイナーな構成要素 (2.7%) が見つかりました。 ギョクテュルクの古代テュルク王家は、鉄器時代以降のツングース系およびモンゴル系牧畜民と遺伝的類似性を共有していることが判明しましたが、さまざまなテュルク語を話すグループとは異質な関係を持っており、テュルク系カガナートの集団の遺伝的異質性と複数の起源を示唆しています。 . 著者らによると、これらの調査結果は「トルコ語の拡散について、民族拡散モデルよりも文化拡散モデルを再度検証し」、「西ユーラシア起源と複数起源の仮説」を反駁し、トルコ人の東アジア起源を支持している。

## 阿史那氏系譜
- 伊利可汗（初代）
- 乙息記可汗（伊利子、2代）
- 木汗可汗（乙息記次弟、3代）
- 他鉢可汗（乙息記三弟、4代）
- 沙鉢略可汗（乙息記長男、5代）
- 葉護可汗（沙鉢略次弟、6代）
- 都藍可汗（沙鉢略子、7代）
- 啓民可汗（都藍弟、8代）
- 始畢可汗（啓民長男、9代）
- 処羅可汗（始畢次弟、10代）
- 頡利可汗（始畢三弟、11代）------骨咄禄可汗---默啜可汗（骨咄禄弟）---毘伽可汗（骨咄禄長男）---伊然可汗（毘伽長男）---登利可汗（毘伽次男）